# موریس فاینز
موریس فاینز (انگلیسی: Maurice Fiennes؛ ‏ ۱ مارس ۱۹۰۷ – ۱۴ سپتامبر ۱۹۹۴) بازرگان و تاجر متنفذ اهل بریتانیا بود.
در سال ۱۹۶۵ هارولد ویلسون بابت مشارکت‌ها و خدمات وی به رشتهٔ مهندسی و ساخت‌وساز، به او عنوان شوالیه اهدا کرد. او در مقام ریاست خود در یکی از کارخانه‌های فولاد انگلستان در شفیلد موفق به تولید فولاد باکیفیت شود.